# Матч всех звёзд НХЛ 2007
55-й матч всех звёзд Национальной хоккейной лиги прошёл в Далласе 24 января 2007 года на домашней арене команды Даллас Старз — American Airlines Center. Эта игра стала первой за три года: в сезоне 2004/2005 матч не проводился из-за локаута, а в сезоне 2005/2006 из-за Зимних Олимпийских игр 2006 года.

## Игра всех звёзд
Восток — Запад — 9:12 (3:3, 3:6, 3:3), 24 января 2007, 18 532 зрителей
- 1:0 Брир 1 (Хитли, Госса, 3:38)
- 1:1 Перро 1 (Ролстон, Герин, 5:08)
- 1:2 Селянне 1 (6:17)
- 2:2 Сент-Луи 1 (Лекавалье, Рафальски, 13:07)
- 3:2 Стаал 1 (Уильямс, Блэйк, 13:43)
- 3:3 Вишнёвский 1 (Сакик, Нэш, 18:55)
- 3:4 Марло 1 (Чичу, Лидстрем, 22:41)
- 4:4 Уильямс 1 (Блэйк, 25:19)
- 5:4 Хара 1 (Брир, Рафальски, 26:29)
- 5:5 Ролстон 1 (28:30)
- 5:6 Нэш 1 (Сакик, Фанеф, 30:40)
- 5:7 Гавлат 1 (Сакик, Нэш, 31:34)
- 5:8 Перро 2 (Герин, Ролстон, 32:47)
- 6:8 Овечкин 1 (Брир, Сурей, 33:32)
- 6:9 Ролстон 2 (Джовановски, 38:58)
- 7:9 Хитли 1 (Брир, Госса, 42:01)
- 7:10 Нэш 2 (Сакик, Гавлат, 47:12)
- 8:10 Хара 2 (Госса, Брир, 50:37)
- 8:11 Гавлат 2 (Смит, Джовановски, 59:00)
- 9:11 Сурей 1 (Госса, Хитли, 59:25)
- 9:12 Фанеф 1 (Вишнёвский, 59:48, п.в.).

Вратари: Миллер (12-9); Бродо (13-7); Юэ (10-8) — Люонго (12-9); Кипрусофф (11-8); Турко (15-12).

Броски: 38 (12, 11, 15) — 39 (12, 16, 11).

## Составы команд

### Западная конференция
- Вратари: Роберто Люонго («Ванкувер»), Микка Кипрусофф («Калгари»), Марти Турко («Даллас»).
- Защитники: Никлас Лидстрем («Детройт»), Филипп Буше («Даллас»), Дион Фанеф («Калгари»), Киммо Тимонен («Нэшвилл»), Любомир Вишнёвский («Лос-Анджелес»), Эд Жовановски («Финикс»).
- Нападающие: Джо Торнтон («Сан-Хосе»), Джонатан Чичу («Сан-Хосе»), Джо Сакик («Колорадо»), Билл Герин («Сент-Луис»), Мартин Гавлат («Чикаго»), Патрик Марло («Сан-Хосе»), Рик Нэш («Коламбус»), Яник Перро («Финикс»), Брайан Ролстон («Миннесота»), Теему Селянне («Анахайм»), Райан Смит («Эдмонтон»), Энди Макдональд («Анахайм»).
- Главный тренер: Рэнди Карлайл («Анахайм»). Помощник: Барри Тротц («Нэшвилл»).

### Восточная конференция
- Вратари: Райан Миллер («Баффало»), Мартин Бродер («Нью-Джерси»), Кристобаль Юэ («Монреаль»).
- Защитники: Брайан Кэмбелл («Баффало»), Шелдон Сурей («Монреаль»), Джей Боумистер («Флорида»), Здено Хара («Бостон»), Томаш Каберле («Торонто»), Брайан Рафалски («Нью-Джерси»).
- Нападающие: Сидни Кросби («Питтсбург»), Александр Овечкин («Вашингтон»), Даниэль Брир («Баффало»), Джейсон Блейк («Айлендерс»), Симон Ганье («Филадельфия»), Дэни Хитли («Оттава»), Мариан Госса («Атланта»), Венсан Лекавалье («Тампа»), Мартен Сан-Луи («Тампа»), Брендан Шенахэн («Рейнджерс»), Эрик Стаал («Каролина»), Джастин Уильямс («Каролина»).
- Главный тренер: Линди Рафф («Баффало»). Помощник: Боб Хартли («Атланта»).

## Конкурсы «Суперскиллз»
| # | Соревнование      | Результаты |
| - | ----------------- | --- |
| 1 | Контроль шайбы    | «Восток» (Бриер, Каберле, Сан-Луи) победил «Запад» (Ролстон, Вишнёвский, Селянне) Нэш («Запад») победил Боумистера («Восток»).                                                                                                 |
| 2 | Забег на скорость | «Запад» — 14,15 секунды (Марло — 14,08, Герин — 14,34, Макдональд — 14,03) победил «Восток» — 14,9 (Стаал — 14,5, Кэмпбелл — 14,97, Овечкин — 15,19).                                                                          |
| 3 | Буллиты (раунд 1) | «Запад»: Юэ забили Герин и Чичу «Восток»: Турко забил Ганье |
| 4 | Сила бросок       | «Восток» — 95,3 мили в час (Рафальски — 84,6, 86,8, Хитли — 94,0, 90,0, Хара — 99,5, 100,4, Сурей — 97,9, 100,0) победил «Запад» — 93,2 (Буше — 98,0, 94,6, Торнтон — 91,8, 93,2, Лидстрем — 91,2, 89,8, Фанеф — 89,6, 90,4).  |
| 5 | Буллиты (раунд 2) | «Запад»: Бродеру забили Гавлат и Макдональд. «Восток»: Кипрусоффу забили Госса, Уильямс и Кросби. |
| 6 | Точность броска   | «Восток» (24 броска — 14 попаданий) победил «Запад» (28 бросков — 11 попаданий). «Восток»: Ганье (8 — 2), Стаал (5 — 4), Госса (5 — 4), Шэнахэн (6 — 4). «Запад»: Чичу (8 — 2), Сакик (8 — 1), Перро (6 — 4), Торнтон (6 — 4). |
| 7 | «В зоне»          | «Восток» (Юэ, Бродер и Миллер не пропустили) — «Запад» (Турко — 2) — 2:0. |
| 8 | Буллиты (раунд 3) | «Запад»: Миллеру забивали Сакик, Смит и Торнтон. «Восток»: Люонго отразил все четыре броска. |
| 9 | Буллиты (финал)   | Один игрок выполнял по 3 попытки против одного вратаря. Кросби («Восток») — Люонго («Запад») — 2 гола. Селянне («Запад») — Миллер («Восток») — 1 гол.                                                                          |

## Матч молодых звёзд
ЗАПАД — ВОСТОК — 8:9 (2:3, 1:3, 5:3), 
- 1:0 Копитар — 1 (Уэбер, Йокинен, 0:27)
- 1:1 Паризе — 1 (Ванек, Лехтонен, 1:32)
- 1:2 Уитни — 1 (Стаал, Стеен, 3:35)
- 2:2 Йокинен — 1 (Копитар, Будай, 4:30)
- 2:3 Месарош — 1 (Грин, Стеен, 9:47)
- 2:4 Кессел — 1 (Рейнджер, Ванек, 10:26)
- 3:4 Копитар — 2 (Шмид, 13:35)
- 3:5 Рейнджер — 1 (Грин, Паризе, 17:39)
- 3:6 Месарош — 2 (Стеен, Паризе, 19:22)
- 3:7 Кессел — 2 (Грин, Паризе, 21:57)
- 3:8 Паризе — 2 (Рейнджер, Кессел, 22:41)
- 4:8 Карл — 1 (Вольски, Стемпняк, 23:39)
- 4:9 Кессел — 3 (Стаал, Паризе, 24:00)
- 5:9 Гецлаф — 1 (Копитар, Уэбер, 24:15)
- 6:9 Гецлаф — 2 (Копитар, 25:39)
- 7:9 Карл — 2 (Стемпняк, Вольски, 27:01)
- 8:9 Радулов — 1, (27:51).

Броски: 24 — 27.

Вратари: Будай — Лехтонен.